# Correggio
För andra betydelser, se Correggio (olika betydelser).

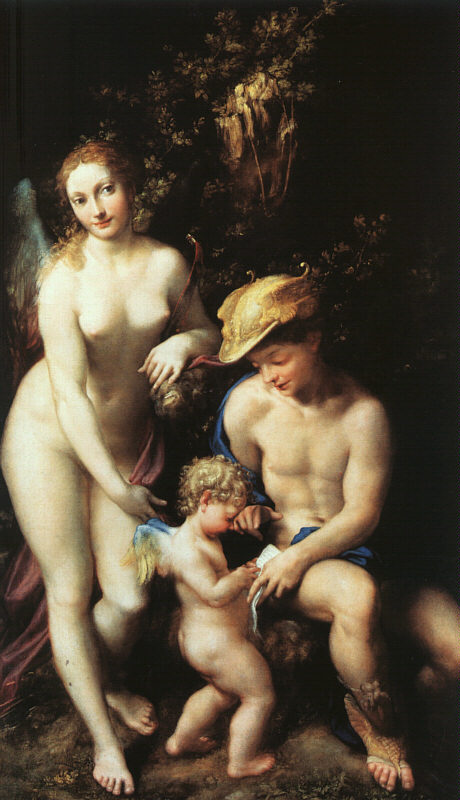
Correggio - "Merkurius undervisande Amor inför Venus" (cirka 1528). National Gallery, London.

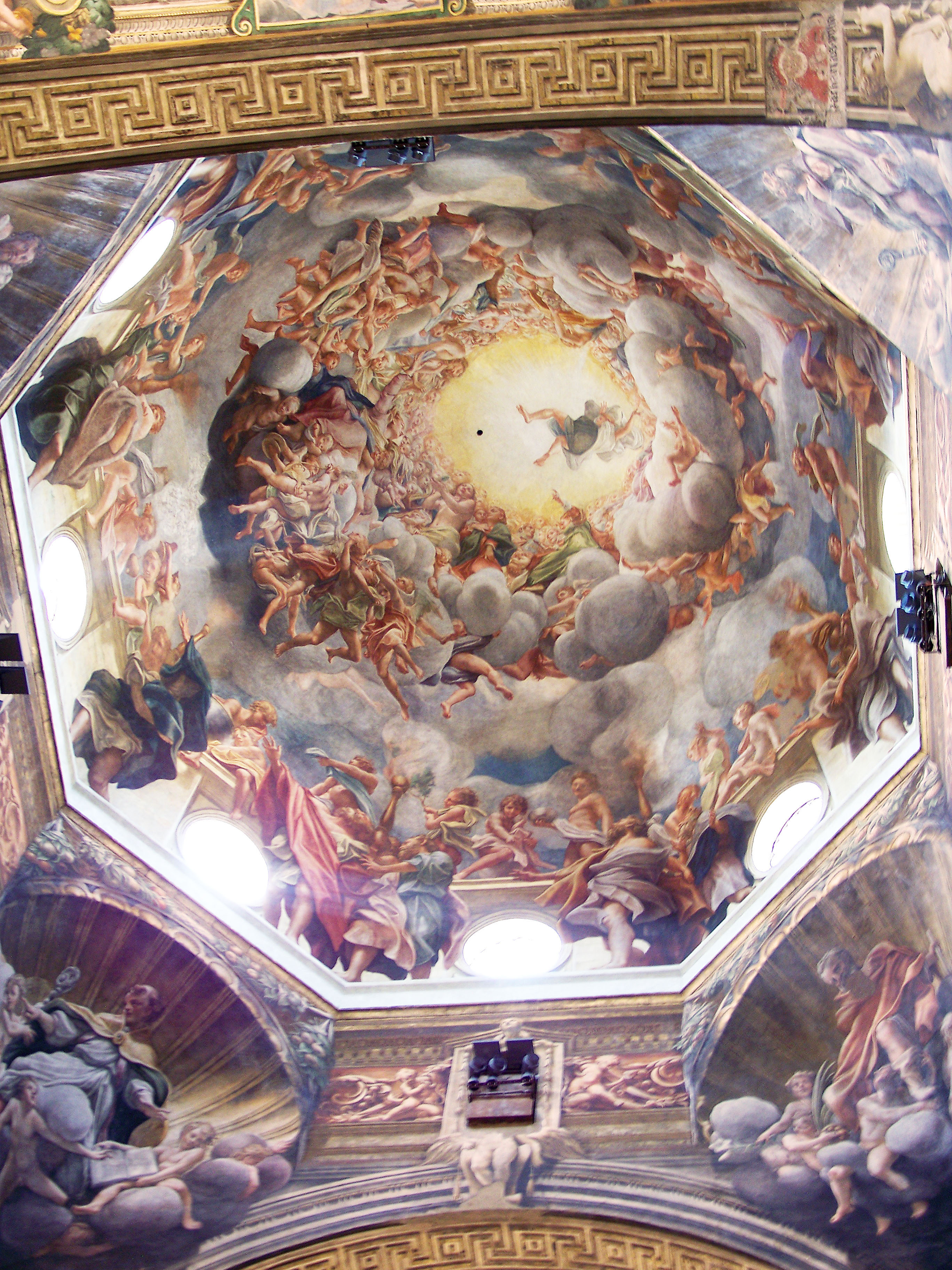
Coreggios målning på insidan av kupolen i katedralen San Giovanni Evangelista i Parma.

Correggio, även Antonio da Correggio, egentligen Antonio Allegro, född i augusti 1489, död 5 mars 1534, var en italiensk renässansmålare, uppkallad efter sin födelsestad Correggio i Emilien.

## Biografi
Correggio var under hela sitt liv verksam i trakten kring Parma, men verkar ändå i hög grad ha varit medveten om landvinningarna inom måleriet i Rom, Florens och Venedig. Han var troligtvis elev till Francesco Bianchi-Ferrari, men under ett tidigt besök i Mantua kom han under Lorenzo Costas och Andrea Mantegnas inflytande. Snart hade dock Leonardos revolutionerande stil mjukat upp Correggios stil. Han kombinerade sin mjukhet, en sorts "gyllene dis" (se Leda och svanen), som är typisk för hans mogna verk, med sin starka känsla för formens uppbyggnad. Till skillnad från de flesta av de samtida norditalienska målarna anammade Correggio inte helt förutsättningslöst Leonardos stil; i stället för att som Leonardo skapa en överjordisk skönhet målade han gestalter som visserligen är idealiserade men sensuella och mycket jordiska.
Det finns inga dokument som belägger att Correggio någonsin var i Rom, men han kände uppenbarligen till Michelangelos fresker i Sixtinska kapellet och Rafaels fresker i Stanze di Raffaello i Vatikanen. Stildrag från alla de tre ledande målarna under renässansen (Leonardo, Michelangelo och Rafael) återspeglas i Correggios madonnamålningar. Lika populära var hans mytologiska motiv, till exempel Merkurius undervisande Amor inför Venus (se bild).
Idag uppskattas Correggio mest för sin djärva fantasi. Han var en av de första konstnärerna som experimenterade med de dramatiska effekter man kan åstadkomma med konstgjord belysning, till exempel Kristus i Getsemane, där Kristusgestalten ensam lyser upp den mörka trädgården, och i Den heliga natten, där ljuset härrör från barnet i krubban. Correggio räknas också som den viktiga länken mellan Andrea Mantegnas tidiga experiment med ett illusionistiskt måleri i Mantua och barockens takmålare. I Ganymedes skildrar Correggio med stor skicklighet herden som förs upp mot himlen av Jupiters örn, och i hans fresker i Camera di San Paolo i Parma, eller i kupolen i San Giovanni Evangelista i Parma, kan man nerifrån se gestalter som fritt flyger omkring.